# Креатинфосфорна кислота
Креатинфосфорна кислота (креатинфосфат, фосфокреатин) — 2 — [метил-(N'-фосфонокарбоімідоіл) аміно]оцтова кислота. Має вигляд безбарвних кристалів, розчинних у воді, легко гідролізується з розщепленням фосфамідного зв'язку NP в кислому середовищі, стійка в лужному.
Лабораторний синтез — фосфорилювання креатину POCl3 в лужному середовищі.
Креатинфосфат — продукт оборотного метаболічного N-фосфорилювання креатину, що є подібно до АТФ, високоенергетичним з'єднанням. Однак, на відміну від АТФ, що гідролізується по пірофосфатному зв'язку OP, креатин гідролізується за фосфамідному зв'язку NP, що обумовлює значно більший енергетичний ефект реакції. Так, при гідролізі зміна вільної енергії для креатину ~ −43 кДж / моль, в той час як при гідролізі АТФ до АДФ ~ −30 кДж / моль.
Креатинфосфат міститься переважно в збудливих тканинах (м'язова і нервова тканини) та його біологічною функцією є підтримка постійної концентрації АТФ за рахунок оборотної реакції перефосфорилювання:
креатинфосфат + АДФ ⇔ креатин + АТФ
Ця реакція каталізується цитоплазматичними та мітохондріальними ензим-креатинкінази; при витраті (і відповідно, падінні концентрації) АТФ. Наприклад при скороченні клітин м'язової тканини, рівновага реакції зміщується вправо, що веде до відновлення нормальної концентрації АТФ.
Концентрація креатинфосфату в м'язові тканині у стані спокою у 3-8 разів перевищує концентрацію АТФ, що дозволяє компенсувати витрати АТФ під час коротких періодів м'язової активності. У період спокою при відсутності м'язової активності в тканині йде гліколіз та окисне фосфорилювання АДФ в АТФ, в результаті чого рівновага реакції зміщується вліво і концентрація креатинфосфату відновлюється.
У тканинах креатинфосфат піддається самовільному неферментативному гідролізу з циклізацією у креатинін, який виводиться з сечею. Рівень виділення креатиніну залежить від стану організму, змінюючись при патологічних станах, і є діагностичною ознакою.
Креатинфосфат є одним з фосфагенів — N-фосфорильованих похідних гуанідину, що є енергетичним депо і який забезпечує швидкий синтез АТФ. Так у багатьох безхребетних (наприклад, комах) роль фосфагена відіграє аргінінфосфорна кислота, у деяких кільчастих хробаків — N-фосфоломбріцін.